# Nový u Soběslavi
Nový rybník u Soběslavi je rybník na severním okraji města Soběslav v okrese Tábor v Jihočeském kraji.

## Okolí
Na severní straně k rybníku přiléhá mokřad. Kolem rybníka i mokřadu se táhne řada stromů.

## Vodní režim
Rybník je napájen náhonem od Černovického potoka, který je veden západní stranou přilehlého mokřadu. Z jihozápadní strany rybníka vede krátký odtok do Černovického potoka.

## Ochrana přírody
Rybník a jeho okolí je od roku 1949 chráněn jako přírodní památka o výměře 22,45 ha (správa AOPK České Budějovice). Důvodem ochrany byl rybník s plovoucími ostrovy, které se však postupem času usadily.